# Edward Aldridge
Edward Cleveland Aldridge Jr. "Pete" (født 18. august 1938) i Houston, Texas har haft en række høje stillinger i blandt andet det amerikanske forsvarsministerium og i våbenindustrien, deriblandt Secretary of the Air Force fra juni 1986 til 1988.
Fra 1988 til 1992 var han præsident for "Electronic Systems Company" divisionen af McDonnell Douglas, og blev senere direktør i The Aerospace Corporation.
Aldridge blev bekræftet som Pentagons førende våbenindkøber 8. maj 2001. Han var ansvarlig for det amerikanske forsvars indkøb, research og udvikling indenfor våbenindustrien, avanceret våbenteknologi, miljøsikkerhed, atomkraft m.m.
Aldridge har en bachelorgrad i rumforskning fra Texas A&M University fra 1960, og en M.S.-grad fra Georgia Institute of Technology i samme fag.
Udover jobbene i det amerikanske forsvarsministerium, har Aldridge blandt andet fungeret som strategisk våbenrådgiver i Helsinki og i Wien.
Han har i sin karriere blandt andet modtaget Department of Defense Distinguished Civilian Service Award, Secretary of Defense Meritorious Civilian Service Award, og Department of Defense Distinguished Public Service Award.